# پیوکوویتسه
پیوکوویتسه (به چکی: Pivkovice) یک منطقهٔ مسکونی در جمهوری چک است که در ناحیه ستراکونیتسه واقع شده‌است. پیوکوویتسه ۳٫۱۷ کیلومتر مربع مساحت و ۸۳ نفر جمعیت دارد و ۵۱۳ متر بالاتر از سطح دریا واقع شده‌است.